# Peabody
Peabody Energy, «Пибоди Энерджи» — крупнейшая частная угольная компания мира, которая подала прошение о банкротстве 13 апреля 2016 года. Штаб-квартира располагается в Сент-Луисе, штат Миссури. Деятельность компании сосредоточена в США и Австралии. Из угля, добытого компанией, вырабатывается приблизительной 10 % электроэнергии в США и около 3 % электроэнергии по всему миру.

## История
История компании начинается в 1883 году с создания Peabody, Daniels & Company. Один из основателей компании — Фрэнсис Пибоди, который в 1890 году стал полноправным хозяином компании, выкупив долю своего партнёра. Изначально компания закупала уголь у производителей и продавала его в розницу в Чикаго. Однако в 1895 году компания обзавелась своей первой шахтой в штате Иллинойс.
В 1913 году компания заключила свой первый крупный контракт на поставку топлива для электростанции. Данный вид деятельности является основным для компании в наши дни.
В 1929 году компания прошла процедуру листинга на Чикагской фондовой бирже, а с 1949 года акции компании торгуются на Нью-Йоркской фондовой бирже.
К началу 1950-х годов компания столкнулась с серьёзными финансовыми проблемами, поскольку вела добычу в шахтах и теряла позиции в пользу компаний с более дешёвой открытой разработкой месторождений. Для преодоления кризиса компания пошла на слияние с Sinclair Coal Company, которое состоялось в 1955 году. Хотя Sinclair была третьей крупнейшей угледобывающей в США, а Peabody — восьмой, объединённая компания сохранила название Peabody, но штаб-квартира компании переехала в Сент-Луис, штат Миссури. Руководителем новой компании стал Рассел Кельц. После объединения компания приобрела свой первый зарубежный актив — шахты в штате Квинсленд, Австралия.
В 1968 году компания была поглощена Kennecott Copper Corporation. Но сделка была оспорена Федеральной торговой комиссией, как нарушающая антимонопольное законодательство и в 1976 году аннулирована. Вновь созданная Peabody Holding Company приобрела Peabody Coal у Kennecott за $1,1 млрд. В 1984 году были куплены угольные шахты в Западной Виргинии, а также открыты разработки Норт-Антелоп и Рошель бассейна Паудер-ривер в Вайоминге.
В 1990 году Peabody была куплена британским холдингом Hanson plc. В 1997 году компания была выделена из холдинга и несколько раз меняла владельца, в мае 1998 году была куплена инвестиционным банком Lehman Brothers. В 2001 году компания вновь провела первичное размещение акций на фондовой бирже, стоимость размещения составила $456 млн; тогда же компания сменила название на Peabody Energy Corporation. Также в 2001 году австралийские операции были проданы британской компании Rio Tinto.
В 2006 году компания приобрела австралийскую Excel Coal Limited за $1,75 млрд. Начиная с 2012 года компания начала нести крупные убытки, в 2015 году чистый убыток составил $2 млрд. В апреле 2016 года Peabody Energy подала заявление о банкротстве; из процедуры банкротства компания вышла в апреле 2017 года.

## Деятельность компании
В 2010 году компания добыла более 220 млн т угля. Доказанные и вероятные запасы угля компании составляли 9,013 млрд т. Капитализация компании превышает $8 млрд (2012 год). В мае 2023 года составляла $3,3 млрд.
По состоянию на 2022 год компания имела доли в 17 угольных шахтах в США (штаты Вайоминг, Индиана, Нью-Мексико, Колорадо, Иллинойс) и Австралии; за год было добыто и продано 123 млн т угля. Главным источником угля является шахта Норт-Антелоп-Рошель-Майн в Вайоминге (North Antelope Rochelle Mine, крупнейшая угольная шахта в мире), на ней за 2022 год было добыто 60,4 млн т угля. Запасы угля на конец года составляли 2,4 млрд тонн, из них 1,4 млрд т — Норт-Антелоп-Рошель-Майн.